# Tom Verlaine (album)
Tom Verlaine je první sólové studiové album amerického hudebníka Toma Verlaina. Vydalo jej v roce 1979 hudební vydavatelství Elektra Records a jeho producentem byl společně s Verlainem Michael Ewasko. Podíleli se na něm například bubeník Jay Dee Daugherty a klávesista Bruce Brody ze skupiny Patti Smith Group, baskytarista Fred Smith, který s Verlainem hrál také ve skupině Television, nebo zpěvačka Deerfrance, která byla členkou doprovodné skupiny velšského hudebníka Johna Calea. Coververzi písně „Kingdom Come“ vydal následujícího roku zpěvák David Bowie na svém albu Scary Monsters (and Super Creeps).

## Seznam skladeb
Autorem všech skladeb je Tom Verlaine.
| Pořadí | Název                 | Délka |
| ------ | --------------------- | ----- |
| 1.     | The Grip of Love      | 3:58  |
| 2.     | Souvenir from a Dream | 3:47  |
| 3.     | Kingdom Come          | 3:42  |
| 4.     | Mr. Bingo             | 3:57  |
| 5.     | Yonki Time            | 3:54  |
| 6.     | Flash Lightning       | 3:52  |
| 7.     | Red Leaves            | 2:49  |
| 8.     | Last Night            | 4:37  |
| 9.     | Breakin' in My Heart  | 6:06  |

## Obsazení
- Tom Verlaine – zpěv, kytara, varhany
- Fred Smith – baskytara, kytara, perkuse, zpěv
- Jay Dee Daugherty – bicí, perkuse, zpěv
- Allan Schwartzberg – bicí, perkuse
- Tom Thompson – bicí
- Deerfrance – zpěv
- Mark Abel – kytara
- Bruce Brody – klavír
- Ricky Wilson – kytara